# Fidelia paradoxa
Fidelia paradoxa là một loài ong trong họ Megachilidae. Loài này được Friese miêu tả khoa học đầu tiên năm 1899.